# Caviste (œnologie)
Pour les articles homonymes, voir Caviste.

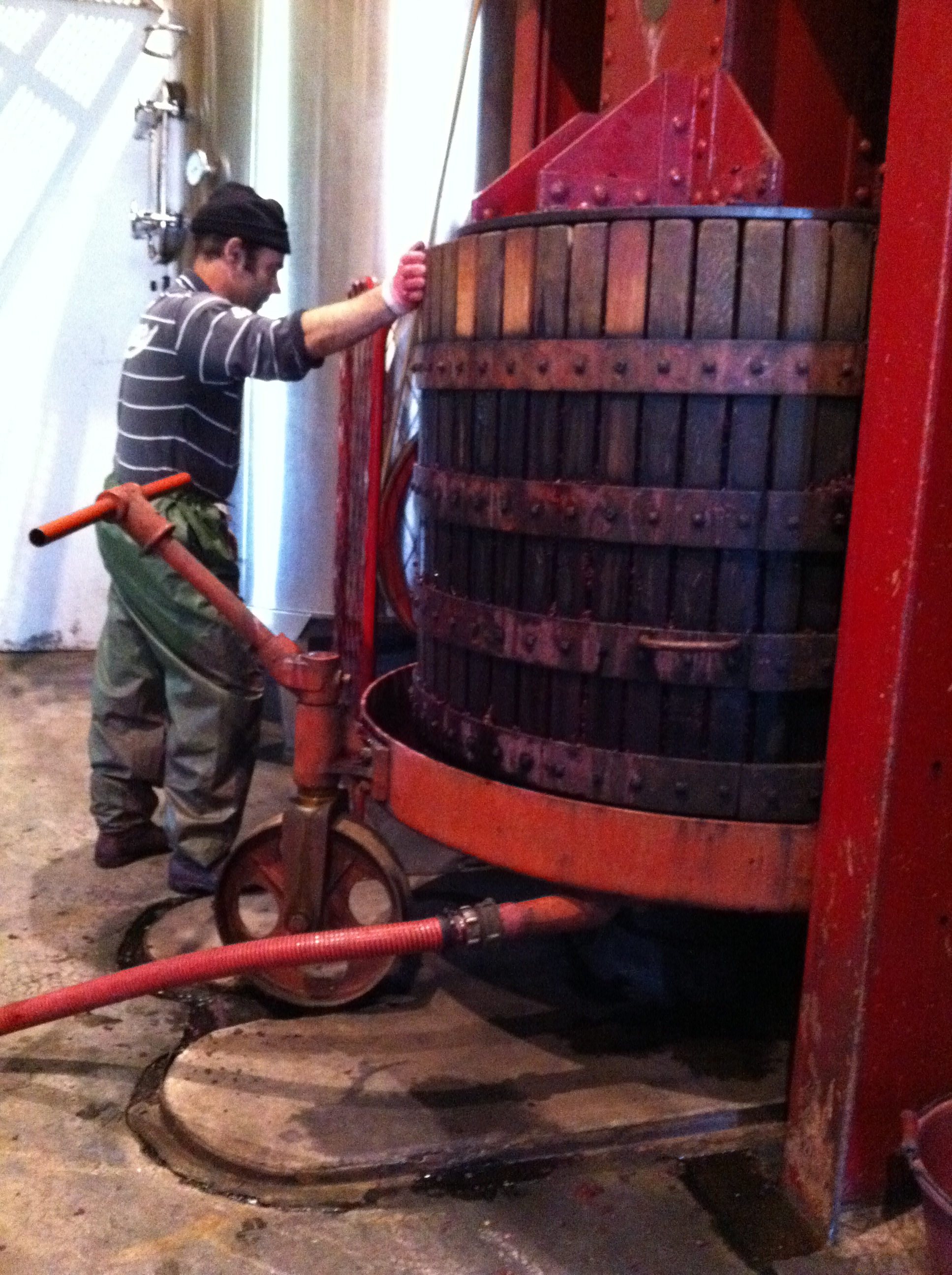
Pressurage

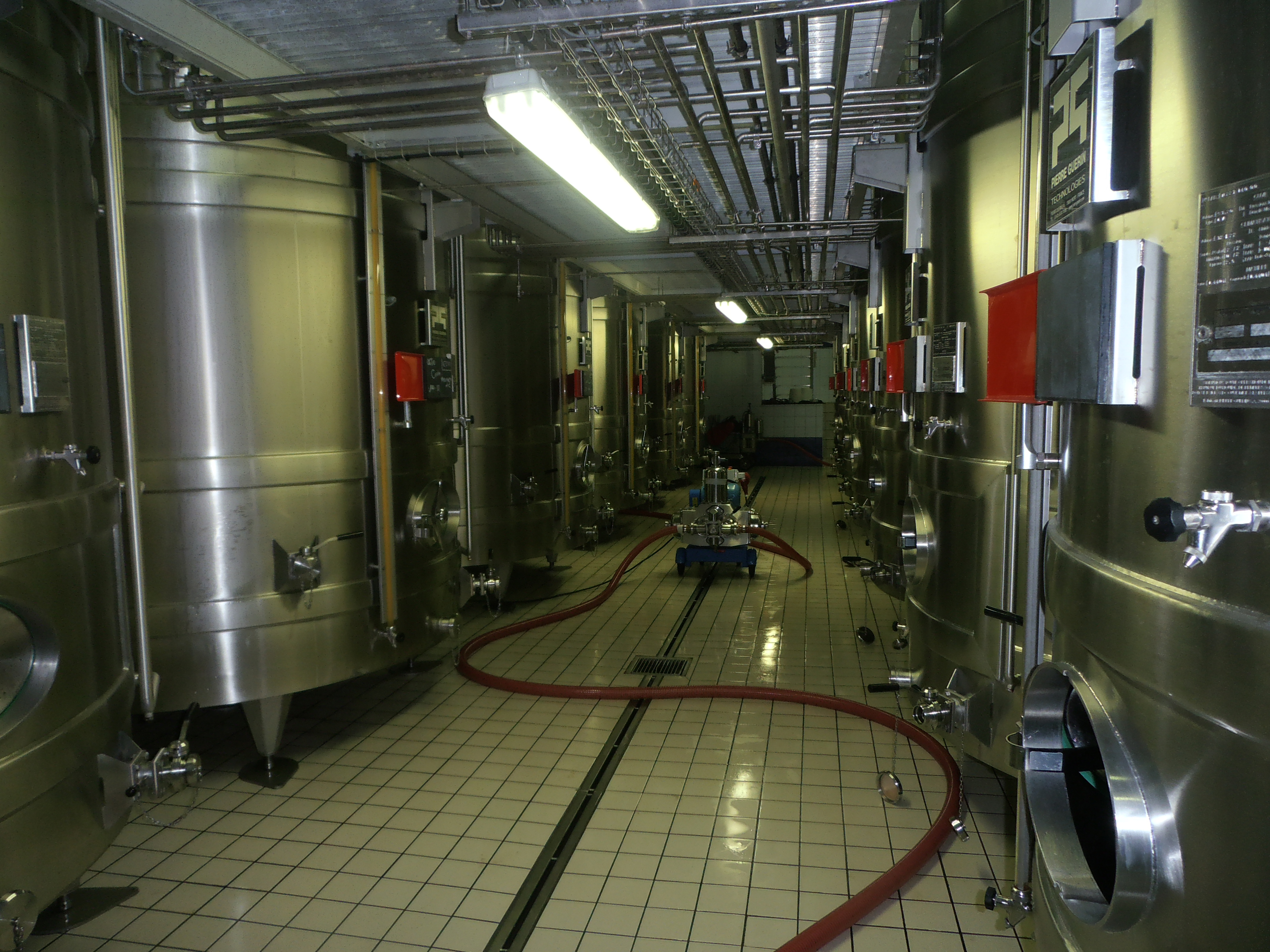
Pompage

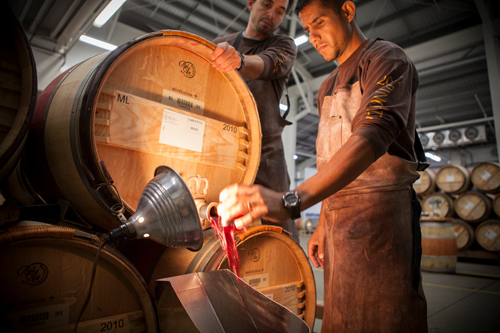
Soutirage

Le métier de caviste en œnologie consiste à effectuer les différentes opérations nécessaires à la production du vin en cave.
Cela concerne les ajouts de produits œnologiques, filtrations, collages, soutirages, pressurages, pompages, et transferts entre cuves, pour l'activité principale.

## Rôle et fonction
Il peut être amené à effectuer des analyses sur les vins, à déplacer et gérer la futaille, à gérer les matières sèches (bouchons, bouteilles, étiquettes…), à effectuer les mises en bouteilles, etc.
Il assiste l’œnologue ou le chef de cave.
Il peut exercer dans une cave particulière, pour une entreprise ou dans une cave coopérative.